# 瓦曲觉乡
瓦曲觉乡，是中华人民共和国四川省凉山彝族自治州越西县曾经下辖的一个乡。2021年1月12日，撤销瓦曲觉乡、申果乡和申普乡，设立申果庄乡。以原瓦曲觉乡、原申果乡和原申普乡所属行政区域为申果庄乡的行政区域。

## 行政区划
瓦曲觉乡撤销前下辖以下地区：
瓦曲觉村、俄洛村、呷多村、河西村、洛木村和尔口村。